# Lillian Vernon (Unternehmerin)

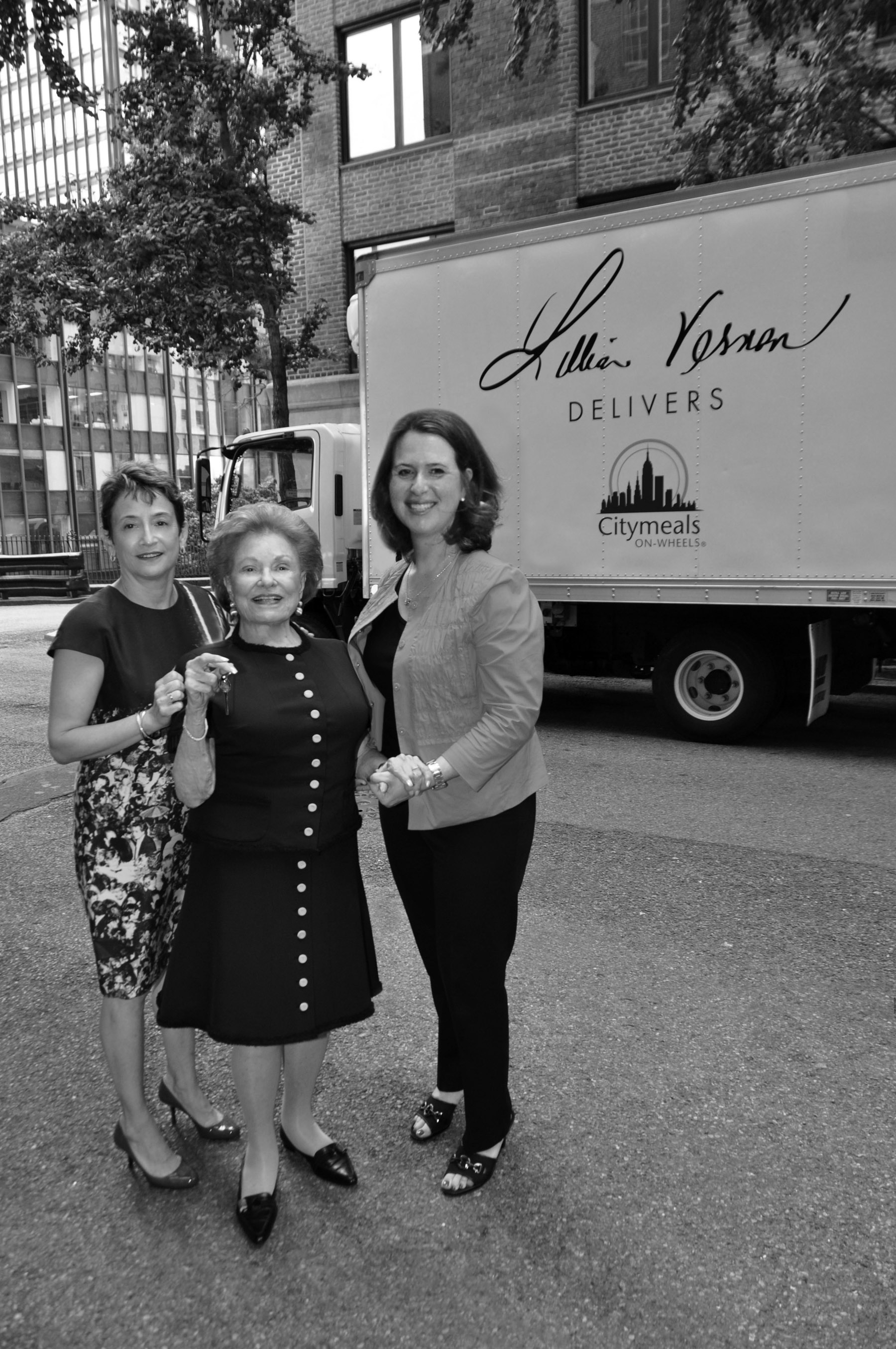
Lillian Vernon (Mitte; 2012)

Lillian Vernon (geboren am 18. März 1927 als Lilli Menasche in Leipzig; gestorben am 14. Dezember 2015 in Manhattan, New York) war eine amerikanische Geschäftsfrau deutscher Herkunft. Sie gründete 1951 den nach ihr benannten Versandhandel Lillian Vernon Corporation.

## Leben
Lillian Vernon stammte aus einer wohlhabenden jüdischen Familie. Ihr Vater Hermann hatte eine Textilfirma in Leipzig. Die Familie emigrierte aus Nazideutschland und gelangte 1937 via Amsterdam in die Vereinigten Staaten. 
Lillian besuchte zwei Jahre die New York University und heiratete 1950 Samuel Hochberg. Sie lebten zunächst in Mount Vernon, New York, wo ihr erster Sohn geboren wurde. Der Ortsname diente ihr als Anregung für den Firmennamen. Sie inserierte im Magazin Seventeen und verkaufte zunächst personalisierte Handtaschen und Gürtel aus dem Bestand der Lederwarenfirma ihres Vaters an junge Frauen. Sie hatte sehr bald Erfolg. Sie verkaufte Dekorationsartikel für Weihnachten, aber auch Ostern, den Valentinstag und den Nationalfeiertag. Der erste Katalog erschien 1956, die Lillian Vernon Corporation wurde 1965 gegründet. In den 1970er Jahren machte die Firma einen Jahresumsatz von 60 Millionen Dollar.
Ihre Firma war 1987 die erste von einer Frau gegründete Firma an der American Stock Exchange.  Vernon verkaufte die Firma 2003 nach dem Platzen der Dotcom-Blase. Die Firma verkauft heute Kinderartikel, Geschenke, Haushaltswaren und Gartenartikel in den USA, Kanada und Europa.

## Familie
Vernon hatte einen älteren Bruder, Fred. Er diente im Zweiten Weltkrieg in der US-Army und fiel 1944 bei der Landung in der Normandie. Lillian Vernon war drei Mal verheiratet; in ihrer ersten Ehe bekam sie zwei Söhne.

## Wohltätigkeit
Lillian Vernon stiftete ein Gebäude für das Creative Writing Programm der New York University. Sie engagierte sich auch für Citymeals-on-Wheels und bei der Gesellschaft der Freunde des Israel Philharmonic Orchestra.

## Publikationen
- Lilian Vernon: An eye for winners. How I built one of America's greatest direct-mail businesses. HarperCollins, New York 1996, ISBN 088730818X.